# إنغرام كروكت
إنغرام كروكت (بالإنجليزية: Ingram Crockett)‏ هو صحفي وشاعر أمريكي، ولد في 10 فبراير 1856، وتوفي في 5 أكتوبر 1936.